# Francis Baring, 6. Baron Northbrook

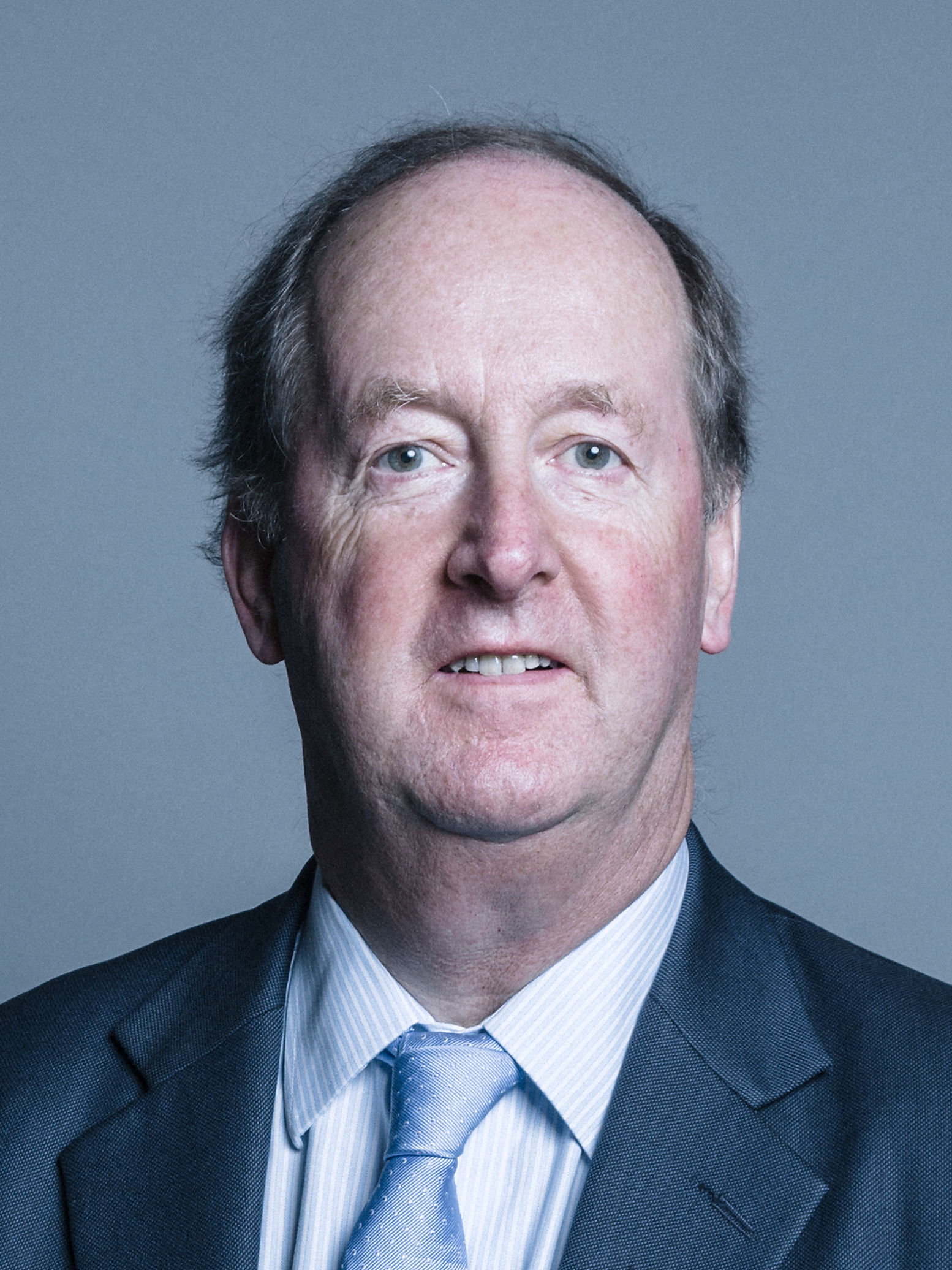
Francis Baring, 6. Baron Northbrook

Francis Thomas Baring, 6. Baron Northbrook (* 21. Februar 1954) ist ein britischer Peer und Politiker der Conservative Party.

## Biografie

### Familie und Ausbildung
Er stammt aus der Baring-Familie und wurde als Sohn von Francis John Baring, 5. Baron Northbrook und dessen Ehefrau Rowena Margaret Manning geboren. Er besuchte das Winchester College in Winchester in der Grafschaft Hampshire, England. Er studierte Geschichte an der University of Bristol; dort schloss er 1976 mit einem Bachelor of Arts (B.A.) ab.
Beim Tod seines Vaters am 4. Dezember 1990 erbte er dessen Adelstitel 6. Baron Northbrook sowie den nachgeordneten Titel 8. Baronet, of London.

### Berufslaufbahn
Er schlug dann eine Berufslaufbahn auf dem Finanz-, Investment- und Versicherungssektor ein. Er war als Steuer- und Wirtschaftsberater sowie als Vereidigter Buchprüfer (Chartered Accountant) tätig. Er war zunächst als Berufsanfänger Berater und Rechnungsprüfer (Trainee Accountant) bei der Versicherungsgesellschaft Dixon Wilson Ltd (1976–1980). Von 1981 bis 1989 arbeitete er in unterschiedlichen Funktionen bei der britischen Investmentbank Baring Brothers & Co Ltd. Er war dort von 1981 bis 1983 zunächst als Berater im Bereich der Kreditwürdigkeitsprüfung (Credit Analyst) tätig. 1983 wechselte er dort in den Bereich Vermögensverwaltung (Asset Management) und arbeitete von 1983 bis 1985 für Baring Investment Management ala Investmentberater (Investment Analyst). Von 1985 bis 1989 war er in der Privatkundenabteilung (Private Client Department) von Baring Investment Management. Von 1990 bis 1993 war er als Senior Investment Manager bei der Investmentgesellschaft Taylor-Young Investment Management Ltd tätig. Er war weiters Investmentmanager (Senior Investment Manager) bei der Investmentgesellschaft Smith & Williamson Securities (1993–1995). Von 1996 bis 2006 war er Direktor (Director) der Vermögensverwaltungsgesellschaft Mars Asset Management Ltd.
Seit 2006 ist er Treuhänder (Trustee) der Wohltätigkeitsorganisation Fortune Forum; die Organisation zählt die Bekämpfung von Armut, die Verbesserung der Gesundheit und der allgemeinen Lebensbedingungen sowie den Umweltschutz zu ihren Hauptaufgaben. Die Organisation wird von prominenten Gastrednern unterstützt. Bei der ersten Konferenz 2006 sprach der frühere US-Präsident Bill Clinton. Im November 2007, bei der zweiten Veranstaltung, der frühere US-Vizepräsident Al Gore.
Baring ist weiters als Landwirt und Großgrundbesitzer tätig.

### Mitgliedschaft im House of Lords
Mit dem Tod seines Vaters und dem damit verbundenen Erbe des Titels des Baron Northbrook wurde Baring am 4. Dezember 1990 offizielles Mitglied des House of Lords. Er ist Mitglied der Conservative Party. Im Hansard sind Wortbeiträge Barings aus den Jahren von 1991 bis 2005 dokumentiert. Er gehört zu den 92 gewählten Hereditary Peers, die ihren Sitz im House of Lords nach dem House of Lords Act 1999 behielten. Von 1990 bis 2000 war er Whip der Opposition. Er sprach zu Haushalts- und Verfassungsfragen sowie zur Agrarpolitik und Landwirtschaft. Zu seinen politischen Interessengebieten zählt er unter anderem die Außenpolitik.

### Privates
Baring war seit 27. Juni 1987 mit Amelia Sarah Elizabeth Taylor, der Tochter von Dr. Reginald David Taylor verheiratet. Die Ehe wurde 2006 wieder geschieden. Aus der Ehe gingen drei Töchter hervor. Für den Titel des Baron Northbrook gibt es daher keinen Titelerben. Voraussichtlicher Titelerbe für den Titel des Baronettitels ist Peter Baring (* 1939), ein entfernter Cousin Barings.
Am 4. Dezember 2005 wurde Barings Familiensitz Woodlands Farm in Bramdean in Hampshire durch einen Brand schwer zerstört. Das Feuer wurde zeitweise durch Wasser aus dem Swimmingpool gelöscht; dadurch konnten wertvolle Familienerbstücke gerettet werden. Neun Gemälde aus dem Familienbesitz wurden im Dezember 2006 von Fürst Hans-Adam II. von Liechtenstein erworben. Zu seinen Hobbys zählt Baring unter anderem Cricket, Tennis, Skifahren und Angeln.